# Vent del sud, cel clar
Vent del sud, cel clar (凱風快晴 Gaifū kaisei), també coneguda com a Vent excel·lent, matí clar o Fuji roig, és una impressió xilogràfica de l'artista japonès Katsushika Hokusai (1760-1849) que forma part de la seva sèrie Trenta-sis vistes del Mont Fuji. Data aproximadament de l'any 1830-32, en el període Edo, i actualment és mantingut per diversos museus d'arreu del món, com el Museu Britànic de Londres, el Metropolitan Museum of Art de Nova York i l'Indianapolis Museum of Art.

## Descripció
En la tardor primerenca, tal com el títol especifica, el vent bufa cap al sud i el cel és clar: llavors el sol ixent pot fer que el mont Fuji es vegi de color vermell. Hokusai capturà aquest moment amb una bona especificitat meteorològica, a diferència d'altres obres de la sèrie. Els tres matisos de blau cada cop més foscs reflecteixen els tres tons de la muntanya. Les reminiscències encara presents de neu al cim i les ombres negres que rodegen el bosc a la seva base col·loquen la pintura de manera molt precisa en el temps. La forma sòlidament simètrica del mont Fuji a la meitat dreta de la imatge queda compensada pels núvols delicats de la part esquerra, formant una composició sorprenent.

## Informació històrica
Aquesta impressió i l'altra obra mestra de les seves Trenta-sis vistes del Mont Fuji, La gran ona de Kanagawa, són segurament les peces d'art japonès més reconegudes arreu del món. Totes dues són exemples superbs de l'art japonès de l'Ukiyo-e, "pintures del món flotant".